# 堀切 (葛飾区)
堀切（ほりきり）は、東京都葛飾区の町名。現行行政地名は堀切一丁目から堀切八丁目。住居表示実施済み区域である。

## 地理
葛飾区西部、荒川東岸の低地にあたり、対岸は北から足立区、墨田区に接する。町域の北は小菅および西亀有、東は東堀切および宝町、南は四つ木に接する。
町の中央を東京都道308号千住小松川葛西沖線（平和橋通り）が南北に横切っている。この平和橋通りと京成本線が交差するあたりに堀切菖蒲園駅がある。駅名の由来である堀切菖蒲園は、この地点より南西に約10分ほど歩いたところにある。
菖蒲園のある綾瀬川沿いには首都高速中央環状線が通っており、菖蒲園の北300メートルほどに堀切ジャンクションがある。ここはかつて、堀切橋（旧橋）が架かっていたところである。
テレビドラマ『3年B組金八先生』や『親子ゲーム』のロケ地であった東武伊勢崎線堀切駅周辺は、荒川対岸の足立区千住曙町にある。大正年間に荒川放水路が開削される前は地続きであった。また、堀切駅自体も現在より東にあったが、開削予定地に当たったため現在地に移動した。なお移動前は花菖蒲の名所、堀切園（現・堀切菖蒲園）の最寄駅であった。現在では葛飾区と堀切駅周辺とは荒川上流の堀切橋を利用し、約1キロメートル迂回しないと往来できない。

### 広域地名
京成電鉄堀切菖蒲園駅を中心とした生活エリアをまとめて「堀切」または「堀切菖蒲園」と呼んだり、荒川の開削によって分断された東武伊勢崎線堀切駅周辺を加えて「堀切」とするケースもある。

### 地価
住宅地の地価は、2025年（令和7年）1月1日の公示地価によれば、堀切4-48-10の地点で35万3000円/m2、堀切8-4-16の地点で41万1000円/m2となっている。

## 歴史
堀切村は、江戸時代には武蔵国葛飾郡に属した。明治維新後、小菅県を経て東京府に属し、1878年の郡区町村編制法により南葛飾郡の所属となった。1889年5月1日の町村制施行に際して周辺各村と合併して南綾瀬村の大字となる。南綾瀬村は1928年2月1日に町制を施行して南綾瀬町となり、1932年10月1日に東京市に編入されて葛飾区の一部となった。
1930年代までは東京（江戸）近郊の農村地帯であり、堀切園をはじめとする菖蒲園が集まり著名な行楽地となった。しかし、東京市に編入される頃から都市化が進行し、環境の悪化から堀切園以外の菖蒲園は太平洋戦争期までに廃園となった。高度経済成長期までに工業地として都市化は完了し、現在では住宅に小工場や堀切菖蒲園駅周辺の商店街が混在する地区となっている。

### 地名の由来
主に外敵の侵入防止のため城や集落の周囲に人工的に開削された溝（堀）の一種が堀切と呼ばれる。

## 世帯数と人口
2023年（令和5年）1月1日現在（東京都発表）の世帯数と人口は以下の通りである。
| 丁目       | 世帯数     | 人口     |
| ---------- | ---------- | -------- |
| 堀切一丁目 | 2,458世帯  | 5,010人  |
| 堀切二丁目 | 3,212世帯  | 5,731人  |
| 堀切三丁目 | 1,758世帯  | 3,022人  |
| 堀切四丁目 | 2,156世帯  | 3,789人  |
| 堀切五丁目 | 1,736世帯  | 2,916人  |
| 堀切六丁目 | 1,382世帯  | 2,564人  |
| 堀切七丁目 | 1,531世帯  | 2,892人  |
| 堀切八丁目 | 1,436世帯  | 2,539人  |
| 計         | 15,669世帯 | 28,463人 |

### 人口の変遷
国勢調査による人口の推移。
| 年                 | 人口   |
| ------------------ | ------ |
| 1995年（平成7年）  | 30,047 |
| 2000年（平成12年） | 28,964 |
| 2005年（平成17年） | 28,134 |
| 2010年（平成22年） | 27,680 |
| 2015年（平成27年） | 26,861 |
| 2020年（令和2年）  | 27,681 |

### 世帯数の変遷
国勢調査による世帯数の推移。
| 年                 | 世帯数 |
| ------------------ | ------ |
| 1995年（平成7年）  | 11,738 |
| 2000年（平成12年） | 11,865 |
| 2005年（平成17年） | 12,010 |
| 2010年（平成22年） | 12,529 |
| 2015年（平成27年） | 12,405 |
| 2020年（令和2年）  | 13,931 |

## 学区
区立小・中学校に通う場合、学区は以下の通りとなる（2021年4月時点）。
| 丁目       | 番地                  | 小学校               | 中学校             |
| ---------- | --------------------- | -------------------- | ------------------ |
| 堀切一丁目 | 全域                  | 葛飾区立綾南小学校   | 葛飾区立堀切中学校 |
| 堀切二丁目 | 全域                  | 葛飾区立堀切小学校   | 葛飾区立堀切中学校 |
| 堀切三丁目 | 全域                  | 葛飾区立堀切小学校   | 葛飾区立堀切中学校 |
| 堀切四丁目 | 9～10番               | 葛飾区立堀切小学校   | 葛飾区立堀切中学校 |
| 堀切四丁目 | 1〜8番 11〜66番       | 葛飾区立こすげ小学校 | 葛飾区立綾瀬中学校 |
| 堀切五丁目 | 1～7番                | 葛飾区立こすげ小学校 | 葛飾区立綾瀬中学校 |
| 堀切五丁目 | 8〜50番               | 葛飾区立南綾瀬小学校 | 葛飾区立双葉中学校 |
| 堀切六丁目 | 1～10番 26番 29～34番 | 葛飾区立南綾瀬小学校 | 葛飾区立青葉中学校 |
| 堀切六丁目 | 11〜25番 27〜28番     | 葛飾区立東綾瀬小学校 | 葛飾区立青葉中学校 |
| 堀切七丁目 | 全域                  | 葛飾区立東綾瀬小学校 | 葛飾区立青葉中学校 |
| 堀切八丁目 | 全域                  | 葛飾区立西亀有小学校 | 葛飾区立青葉中学校 |

## 事業所
2021年（令和3年）現在の経済センサス調査による事業所数と従業員数は以下の通りである。
| 丁目       | 事業所数    | 従業員数 |
| ---------- | ----------- | -------- |
| 堀切一丁目 | 169事業所   | 1,331人  |
| 堀切二丁目 | 157事業所   | 872人    |
| 堀切三丁目 | 211事業所   | 2,308人  |
| 堀切四丁目 | 160事業所   | 1,222人  |
| 堀切五丁目 | 143事業所   | 585人    |
| 堀切六丁目 | 75事業所    | 442人    |
| 堀切七丁目 | 95事業所    | 796人    |
| 堀切八丁目 | 53事業所    | 338人    |
| 計         | 1,063事業所 | 7,894人  |

### 事業者数の変遷
経済センサスによる事業所数の推移。
| 年                 | 事業者数 |
| ------------------ | -------- |
| 2016年（平成28年） | 1,176    |
| 2021年（令和3年）  | 1,063    |

### 従業員数の変遷
経済センサスによる従業員数の推移。
| 年                 | 従業員数 |
| ------------------ | -------- |
| 2016年（平成28年） | 7,613    |
| 2021年（令和3年）  | 7,894    |

## 交通

### 鉄道
- 京成電鉄
  - 本線：堀切菖蒲園駅

### 道路
- 東京都道308号千住小松川葛西沖線（平和橋通り）
- 東京都道314号言問大谷田線
- 東京都道468号堀切橋金町浄水場線

## 施設・寺社
- 葛飾区堀切区民事務所
- 葛飾区立綾南小学校
- 葛飾区立堀切小学校
- 葛飾区立南綾瀬小学校
- 葛飾区立東綾瀬小学校
- 葛飾区立堀切中学校
- 葛飾区立青葉中学校
- あやめ幼稚園
- 東京都立葛飾盲学校
- 堀切菖蒲園
- 新葛飾病院
- 堀切中央病院
- 天正寺
- 九品寺
- 正王寺
- 宝性寺
- 妙源寺
- 極楽寺
- 氷川神社
- 小谷野神社
- 堀切天祖神社
- 香取神社

## その他

### 日本郵便
- 郵便番号 : 124-0006[3]（集配局 : 葛飾郵便局[16]）。